# Anaplectoides herbacea
Anaplectoides herbacea là một loài bướm đêm trong họ Noctuidae.